# Pusakarakyat
Pusakarakyat is een bestuurslaag in het regentschap Bekasi van de provincie West-Java, Indonesië. Pusakarakyat telt 14.182 inwoners (volkstelling 2010).